# メンドーザ家

メンドーサの紋章

メンドーサ家はスペイン貴族の有力貴族の一族である。特に14世紀から17世紀にかけて、カスティーリャで大きな権力を振るった。メンドーサ家は、バスク地方のアラバ県にあるメンドーサの村（バスク語のmendi+oza、「冷たい山」）を起源とする。
メンドーサ侯国は、アルフォンソ11世（1312〜1350年）にカスティーリャ王国の一部となり、以後、メンドーサ家はカスティーリャの政治に参加し、顧問、行政官、聖職者になった。その後、メンドーサ家は分家し、その名を拡大した。

## 先史時代

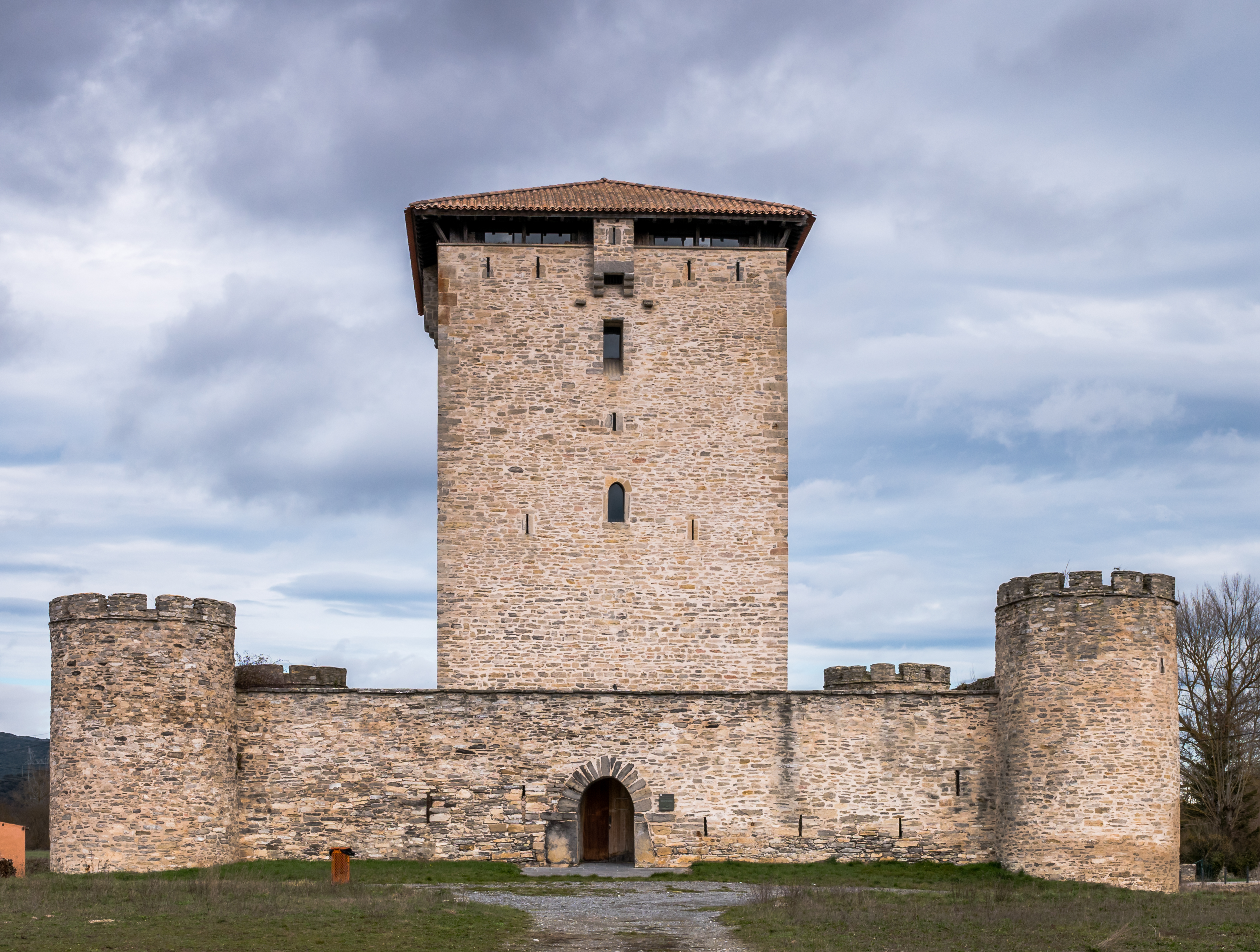
アラバのメンドーサの塔

アラバは、カスティーリャ王国と、13世紀と14世紀のナバラ王国に囲まれた平坦な地域（アラバ平原）を中心とする丘陵地帯です。それは以前はナバラによって大まかに管理されており、独自の習慣や伝統が残っていた。メンドーサの町やアラバ県自体も戦場となり、この地域の衝突する貴族たちが代々争いを解決してきた。1332年当時、メンドーサ家はすでに100年以上の歴史を持ち、アヤラ、オロスコ、ベラスコといった対立する一族と争っていた。彼らは、バスク地方のもう一つの有力氏族であるハロ家の末裔であると自称していた。
カスティーリャ内戦がカスティーリャ女王イザベラの勝利によって終結すると、バスクの氏族間抗争も概ね終結したが、それ以前、14世紀からメンドーサ家は軍事大国として拡大するカスティーリャで地位と特権を争っていた。メンドーサ家は騎士と自由民という身分により、アラバの併合とともにカスティーリャ貴族となった（hidalgos）。貴族階級は、全員が騎士、行政官、弁護士であり、王国の行政に従事した。最大家臣の責務は、国王の要請があれば出動できるような地方軍を編成し、維持することであった。最高位の貴族は王の直属の家臣となった。

## 14世紀のメンドーサ

### ゴンサロ・ジャニェス・デ・メンドーサ
カスティールで高い地位を占めた最初のメンドーサは、ゴンサロ・ヤニェス・デ・メンドーサでした。レコンキスタの間、彼は1340年のサラードの戦いとアルヘシラス包囲戦（1342–44）で、スペインのイスラム教徒の王国と戦いました。彼はアルフォンソ11世の主任猟師を務め、グアダラハラに定住しました。グアダラハラは、ÍñigoLópezdeOrozcoの妹と結婚した後に統治しました。もともとアラバ出身の別の人物であるオロスコは、国王への軍務に対する報酬として市長のポストを受け取っていました。このパターンは後に家族で数回複製されました：戦争で王に仕えることによって、彼らは権威ある地位を得るでしょう。これらの立場を利用して、彼らは権力と富に結婚するでしょう。

### ペドロゴンサーレスデメンドーサ
ゴンザロの息子、ペドロゴンサーレスデメンドーサ（1340 – 1385）は、カスティーリャ内戦に参加しました。ヘンリーの列が最終的に戦争に勝ったので、彼はペドロ・ザ・クルーエルの上に彼の義理の兄弟ヘンリー2世と一緒にサイディングすることによって彼の家族の幸運を大いに助けました。ペドロはナヘラの戦いで黒太子のエドワードに捕らえられ、ヘンリー軍の破滅的な敗北となりましたが、エドワードがペドロの側を離れてイギリスに戻った後、最終的に解放されました。ペドロは、アルジュバロータの戦いでの彼の行動の英雄として記憶されていました。ジョン1世の馬が死んだとき、ペドロは逃げるために彼に馬を与えました。その後、ペドロは逃げ道のない戦いで殺害されました。それでも、彼の奉仕は記憶に残り、メンドーサ家は権力と富を増し続けました。
ペドロは詩人でもあり、その作品にはガリシアの伝統、セハナ、ユダヤ人の愛のコプラの例が含まれています。

### ディエゴ・ウルタード・デ・メンドーサ
ディエゴ・ウルタード・デ・メンドーサは、父親のペドロの財産を受け継いでいます。彼はヘンリー2世の非嫡出娘と結婚し、後にレオノールラッソデラベガと結婚しました。その結婚はメンドーサ家の下で家族と彼らの称号の両方を結びつけました。ヘンリー3世は彼をカスティーリャ提督に任命し、艦隊の指揮官としてポルトガルと戦った。それでも、彼が命じた3つの交戦のうち、彼の軍隊はそれらすべてで負けました。彼が死んだとき、彼はカスティールで最も裕福な男性の一人と見なされていました。

### イニゴ・ロペス・デ・メンドーサ

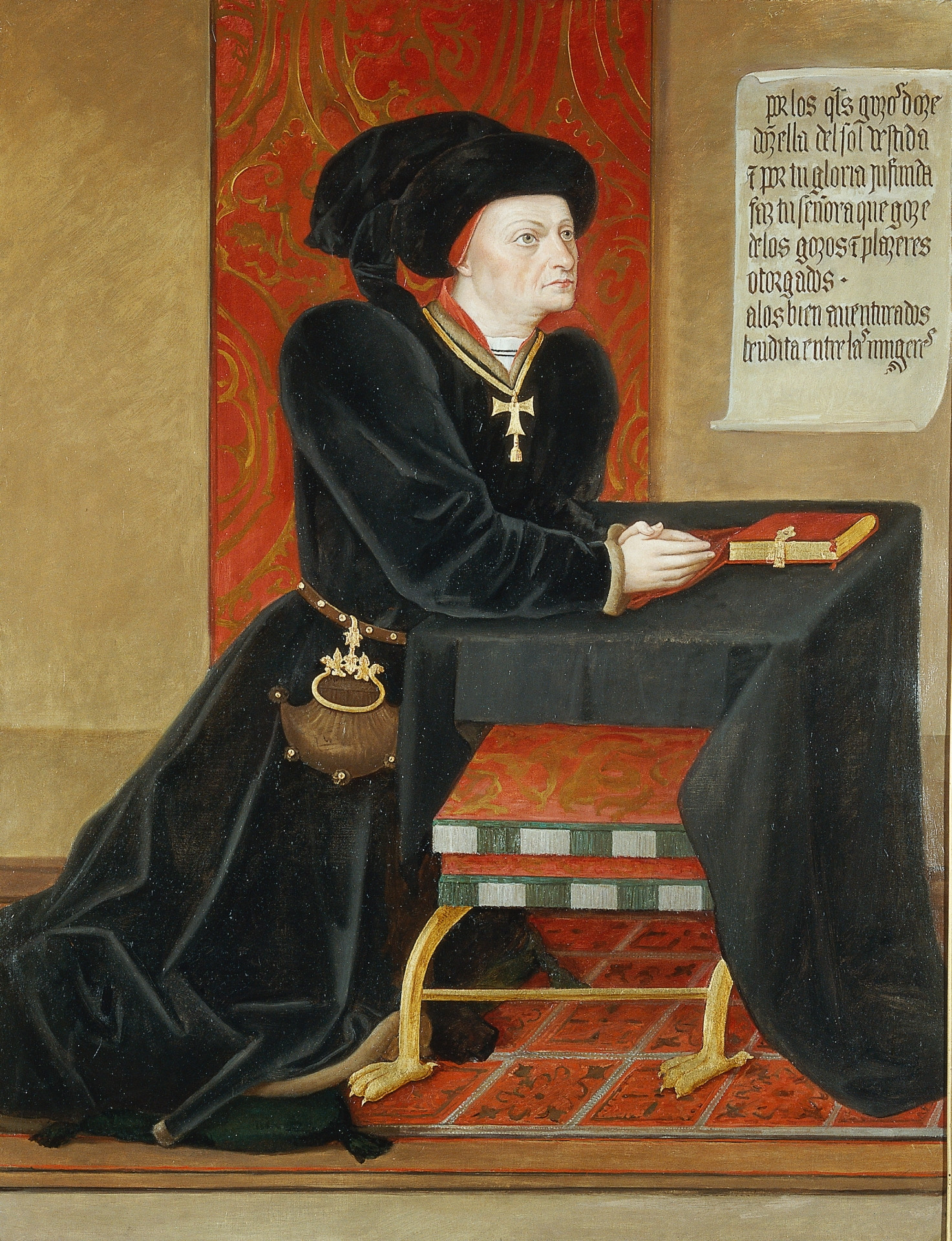
イニゴ・ロペス・デ・メンドーサ

## 16世紀のメンドーサ
サンティジャーナの子供たちによって示された家族の忠誠心は、次の世代まで持続しませんでした。枢機卿の死により、家族の指導部はブルゴスに住むカスティーリャの巡査、サンティジャーナの息子、ベルナルディーノフェルナンデスデベラスコの下で権力を取り戻し、歴史家によると異常であり、インファンタード公爵のÍñigoLópezdeMendozayLunaに損害を与えました、その家はグアダラハラにありました。ベルナルディーノは、王冠がトラスタマラからハプスブルク家に移った重要な年を通してメンドーサを導く人になるでしょう。しかし、巡査はメンドーサの前にいることに気づき、唯一の指導者からの命令に従おうとはしませんでした。枢機卿が家族の若い世代に保証したのと同じ力の次元は、そのメンバーがより独立した政治的キャリアを引き受けることを可能にしました。
グアダラハラのインファンタード宮殿は、家族の物質的な中心を構成することをやめませんでした。カスティーリャにとどまったメンドーサは巡査の指導力を受け入れたが、このグループでさえ、特にインファンタドとコルーニャ伯爵の間で紛争が表面化し、政治的および軍事的部隊としての家族の結束を弱めた。家族単位は、サンティジャーナの孫の2人、枢機卿の長男ロドリゴ、セネテ侯爵、および2番目のテンディラ伯爵の行為によってさらに脅かされました。

### ロドリゴ・ディアス・デ・ビバー・イ・メンドーサ
Ceneteの侯爵とCidの伯爵は、あらゆる面で、メンドーサグループから完全に独立して行動し、彼らの傲慢で傲慢な性格に刺激されました。父（枢機卿）のおかげで広大な領土を所有していたグラナダの拠点から、彼はグアディクスの刑務所知事のポストを占領し、グラナダ評議会の一部を形成するようになりました。 Ceneteは、大胆さ、日和見主義、スキャンダルを特徴とするキャリアを築き上げました。 1502年に彼は密かに結婚し、1506年にカトリック教徒のイザベルが彼との結婚を禁じていた女性を誘拐しました。 1514年に彼は国王の制裁なしに完全に武装したバレンシアの街に入ったとして王冠によって非難され、1523年に彼は弟のメリト伯爵と再び許可なく力を合わせて、ジェルマニアの反乱を鎮圧した。 1535年、彼の次女は称号と財産の相続人であり、インファンタド伯爵の相続人と結婚し、称号をメンドーサの中央の家に戻しました。

### ディエゴ・ウルタード・デ・メンドーサ
メリト伯爵であり、セネテ侯爵の兄であるディエゴ・ウルタード・デ・メンドーサの経歴は、まったく異なる特徴を示しています。メリトは、シャルル5世の治世の最初の数年間、ジェルマニアの反乱の間に、バレンシアの副官として適度に重要な役割を果たしました。

### アナ・デ・メンドーサ・デ・ラ・セルダ
メリト伯爵の孫娘である彼女は、1553年にフェリペ2世のお気に入りであるルイゴメスデシルバと結婚しました。 1559年にエボリの王子の称号を授与された夫婦は、法廷の政党の中心になりました。 「閉鎖されたスペイン」のアルバ公の政治の前に、メンドーサは新しいアイデアに「開かれた」スペインの推進者でした。
1555年から1573年にルイ・ゴメスが亡くなるまでの、カスティーリャのエボリの昇順の政治によって特徴づけられる期間。この「開かれたスペイン」の政治は、メンドーサ家全体に典型的なものではなく、グラナダ王国とバレンシア。

### メンドーサとキニョネスのイニゴ・ロペス
サンティジャーナの孫の中で最も有名で有能なのは、テンディラの2番目の伯爵でした。テンディリャは、メンドーサの枢機卿である叔父の影響力のおかげで、グラナダ王国の提督とアルハンブラ宮殿の刑務所長に任命されました。彼はいとこのセネテ侯爵のようにまばゆいばかりのジェスチャーをすることができましたが、カトリックのフェルディナンドに非常に忠実でした。1504年以降に起こった継承についての論争の間、彼はフェルナンドに忠実であり、反対された唯一の高貴なカスティーリャ人の1人でした。王国で行われるカスティーリャのフェリペ1世の努力に。
グラナダ王国の問題に夢中になるたびに、テンディリャは家族から孤立し、保守的になり、メンドーサの家族の伝統に忠実であり続けたのは彼の家だけであると確信しました。

### ロープ・ハルタド・デ・メンドーサ
1499年、ビスカヤの少佐であるレガルダ、サルセド、ブハダの領主フアン・フタド・ディアス・デ・メンドーサ・イ・サルセドの末っ子として生まれる。少佐の後継者でなかったため宮廷に送られ、そこで成功を収め、王国評議会のメンバーやマルガリータ・デ・アウストリアのメインバトラーに任命されるなど、重要な地位を占めるようになった。オラン県知事やポルトガル、ドイツ、ローマなどの宮廷で大使も務めた。父からブハダ領を相続し、1539年には皇帝カルロス5世からビジャルビア・デ・オカーニャの司令官に任命された。2番目の妻はマルガリータ・デ・ロハスで、彼女との間にフェルナンド・デ・メンドーサをもうけた。彼はキャリアと軍事に優れ、グラナダ海岸の将軍とアルカンタラのサンクティ・スピリトゥスの騎士団長になるまでになった。1558年10月に死去。

## 家の方針
カトリック君主の治世のほとんどの期間、貴族間に深刻な対立は起こらず、一族の結束を試すことができる危機も全国的に発生しなかった。多産な一族の拡大や政治的キャリアの地理的分散によって本家から切り離されたテンディラや従兄弟たちは、一族全体を顧みることなく成功を収めるために、それぞれが自分の側に立って配達されたのである。遺言検認訴訟で、再び、カスティーリャに深刻な対立が生じたとき、メンドーサ家は集団として行動できなかったし、しようとしなかった、特にテンディージャは他の一族に対抗する立場を採用したのであった。
1504年のカスティーリャのイサベラ死去に伴う危機と反乱の雰囲気の中で、メンドーサ家は、これまでの一族の成功を固め、新しい方針を打ち出したフェルディナンドを最後の代表とするトラスタマラ朝を支持するか、新しい王朝ブルゴーニュを支持するかという、従来の政治選択の選択を迫られることになった。メンドーサの名目上の当主である第三歩兵公爵と、実際に一族の事務を取り仕切るコンスタントは、ブルゴーニュを支持した。テンディージャは伝統を守ることを好んだ。カスティーリャがトラスタマラ政権の下にあり、その政策は成功したが、カスティーリャで王朝が滅びることが明らかになると、テンディラのとった立場はその政治的・物質的繁栄に不利になり、家族の行動を共に妨げ、メンドーサ家の効率を全体として弱めることになった。